# Deinopis tabida
Deinopis tabida là một loài nhện trong họ Deinopidae.
Loài này thuộc chi Deinopis. Deinopis tabida được miêu tả năm 1879 bởi Ludwig Carl Christian Koch.